# Alfred Bertrand
Alfred Alfons Elisabeth Bertrand (ur. 26 maja 1913 w Bilzen, zm. 22 listopada 1986 w Sint-Truiden) – belgijski polityk i działacz związkowy, parlamentarzysta krajowy i poseł do Parlamentu Europejskiego, minister mobilności (1961–1965, 1966–1972) oraz zdrowia (1965–1966), w latach 1975–1977 przewodniczący frakcji Grupy Chrześcijańsko-Demokratycznej (Europejskiej Partii Ludowej).

## Życiorys
Syn Louisa Bertranda i Agnes z domu Beurts. Od 1927 do 1936 pracował jako górnik w kopalniach w Winterslag i Waterschei. Od lat 30. działał w katolickim młodzieżowym ruchu związkowym Jeunesse ouvrière chrétienne jako szef działu propagandy i przewodniczący regionalny. Związał się jednocześnie z flamandzką katolicką konfederacją związkową Algemeen Christelijk Werknemersverbond. Pełnił w nim funkcję propagandysty w Sint-Truiden, lidera struktur w Limburgu (1951–1977), kierownika centrum studiów i rozwoju karier oraz szefa odnogi emeryckiej KBG (1984–1986). Zasiadał w organach europejskich konfederacji związkowych. Działał w różnych organizacjach społecznych i ciałach doradczych (w tym radzie ekonomicznej Limburgii), od 1978 kierował belgijską gałęzią Unii Europejskich Federalistów. Autor publikacji i artykułów, od 1937 do 1945 dziennikarz „Jeugdfront”.
Po II wojnie światowej przystąpił do Partii Społeczno-Chrześcijańskiej (w 1968 przekształconej w Chrześcijańską Partię Ludową). Należał do krajowego kierownictwa ugrupowania, a od 1958 do 1961 przewodził jego flamandzkiemu oddziałowi. Od 1945 do 1979 pozostawał radnym Sint-Truiden, zaś od 1946 do 1978 – posłem do Izby Reprezentantów (pełnił w niej m.in. funkcję sekretarza). Pełnił funkcję ministra mobilności (kwiecień 1961–lipiec 1965, marzec 1966–styczeń 1972) oraz zdrowia (lipiec 1965–marzec 1966).
Należał do rady kulturowej Flamandzkiej Wspólnoty Belgii (1971–1978), protoplastki tamtejszego parlamentu. Był także oddelegowany do Zgromadzenia EWWiS (1952–1958) i Parlamentu Europejskiego (1958–1961, 1972–1979). W Europarlamencie szefował komisji spraw socjalnych i pracy, a od 1975 do 1977 kierował frakcją Grupy Chrześcijańsko-Demokratycznej (Europejskiej Partii Ludowej), ponadto w strukturach ugrupowania był od 1978 do 1985 skarbnikiem.
Od 1938 żonaty z Marią Dreezen (1909–1987), mieli czworo dzieci, w tym gubernator Limburgii Hilde Houben-Bertrand.

## Odznaczenia
Odznaczony m.in. Krzyżem Wielkim Orderu Korony i Orderem Leopolda II czwartej klasy, a także odznaczeniami zagranicznymi: Wielkim Krzyżem Orderem Zasługi Republiki Federalnej Niemiec, Orderem Oranje-Nassau I klasy, Orderem Zasługi Wielkiego Księstwa Luksemburga I klasy, Orderem Świętego Grzegorza Wielkiego IV klasy oraz Medalem Roberta Schumana (1986).